# Amsterdams weesmeisje
Amsterdams weesmeisje is een schilderij van de Nederlandse kunstschilder Nicolaas van der Waay, olieverf op linnen, 69 x 43,5 centimeter groot, gemaakt tussen circa 1890 en circa 1910. Het toont een meisje in het weeshuis van Amsterdam, terwijl ze staande een boek leest. Het werk bevindt zich sinds 1933 in de collectie van het Rijksmuseum Amsterdam.

## Context
Van de Waay was als docent verbonden aan de Amsterdamse Kunstacademie, die rond 1900 als uitermate conservatief bekendstond. Zo werd de "vormeloosheid" van Vincent van Gogh radicaal afgewezen. Hoewel de sporen van dat conservatisme ook in het werk van Van der Waay duidelijk herkenbaar zijn, wist hij zich door zijn themakeuze en kleurgebruik toch duidelijk te onderscheiden van veel andere academische schilders van zijn generatie. Het meest duidelijk komt dit tot uitdrukking in zijn vele schilderijen die meisjes uit het Burgerweeshuis in de Kalverstraat tot thema hadden. Eerder werden deze ook al geportretteerd door Max Liebermann, met wie Van der Waay goed bekend was en wiens impressionistische toets voorzichtig door zijn traditionele werkwijze heen lijkt te schemeren. In zijn latere jaren zou die invloed nog explicieter worden.

## Afbeelding
Amsterdams weesmeisje is een zogenaamd kniestuk en toont een eenvoudig gekleed meisje, in profiel naar links, staande een boek lezend voor het venster, bij het binnenvallend licht. Naast haar is een sofa te zien waarop nog meer boeken liggen. Het werk is met veel zorg en precisie uitgewerkt in een klassiek-realistische stijl. Door zijn opvallende kleurgebruik weet Van de Waay echter een opvallende en intieme charme mee te geven aan het schilderij. Daarnaast typeert het schilderij zich door de strenge vormen, de heldere in grote vlakken aangebrachte kleuren en door de evenwichtige compositie in het werk, waardoor er zelfs een zekere mate van abstractie in het werk schuilgaat. De themakeuze voor het lezende weesmeisje verbindt iets deugdelijks met een zucht van verlangen, hetgeen ook het wezen van de kunstenaar zelf lijkt te typeren.

## Model
Ongewis is of het geportretteerde meisje daadwerkelijk een weesmeisje is geweest uit het Burgerweeshuis. Nadat Liebermann de weesmeisjes al geportretteerd had, waren de regenten van het Burgerweeshuis zeer terughoudend bij nieuwe verzoeken om de meisjes te portretteren. Zo kreeg George Hendrik Breitner in 1893 nul op het rekest. Van der Waay kreeg in 1901 wel een "weezenkostuum in zijn geheel" toegestuurd en later ook nog een kapje en andere kledingstukken. Dit doet vermoeden dat hij zelf voor de modellen zorgde.

## "Weesmeisjes"

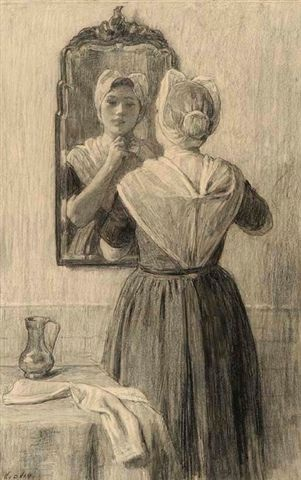
Weesmeisje voor een spiegel
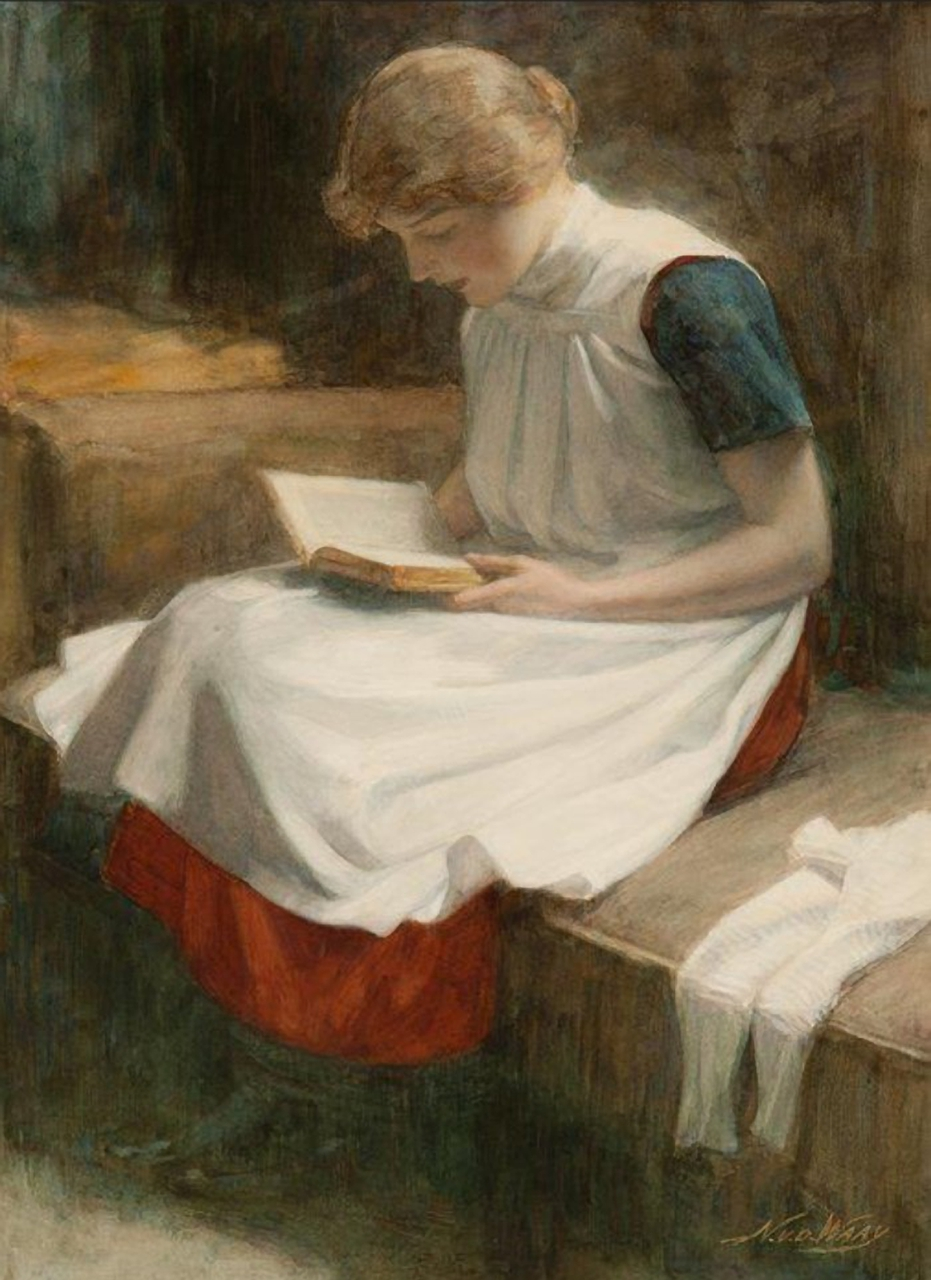
Lezend weesmeisje
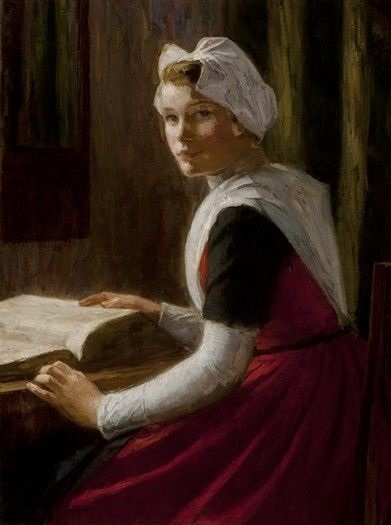
Weesmeisje met bijbel

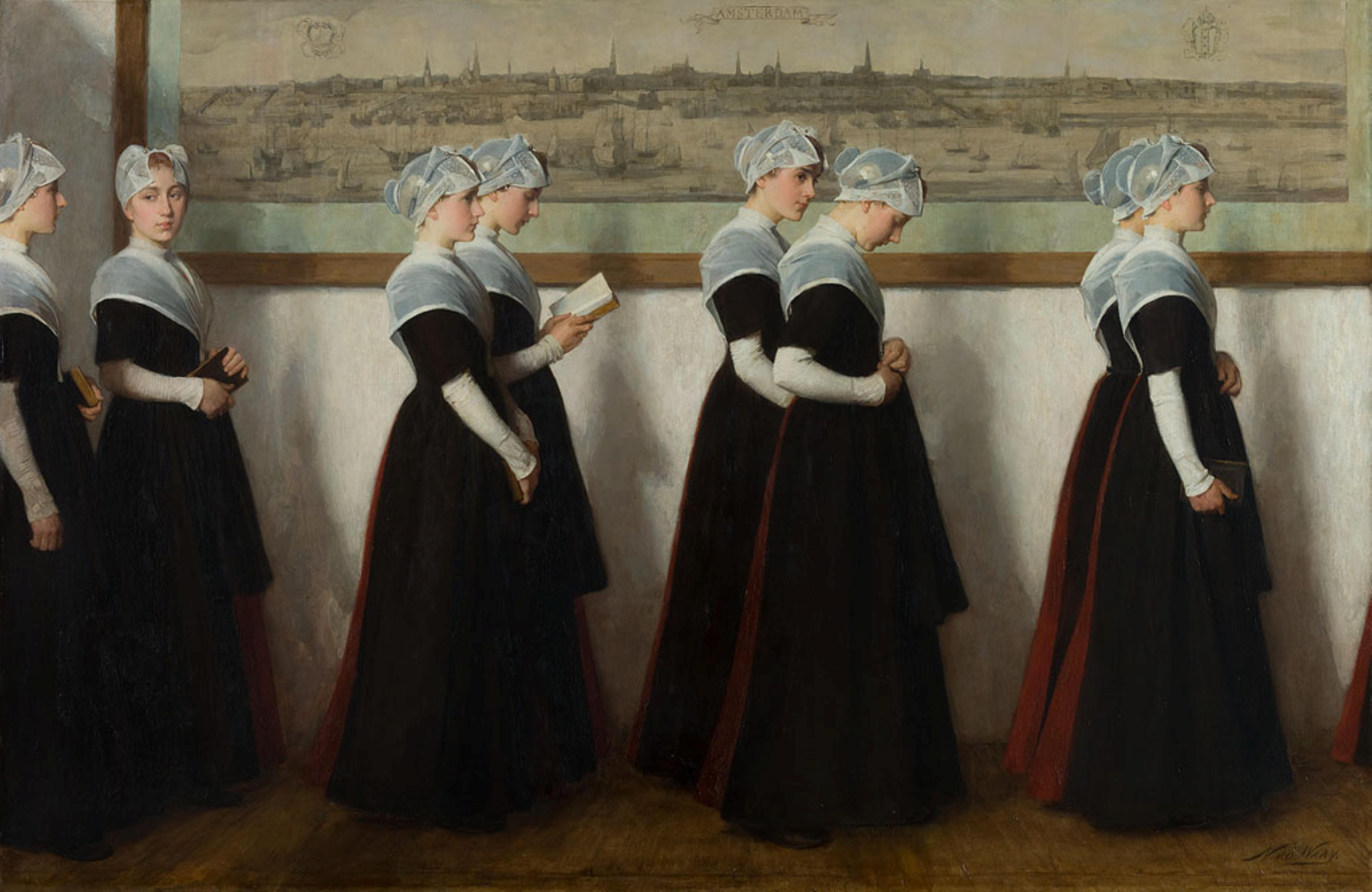
Kerkgang van de weesmeisjes
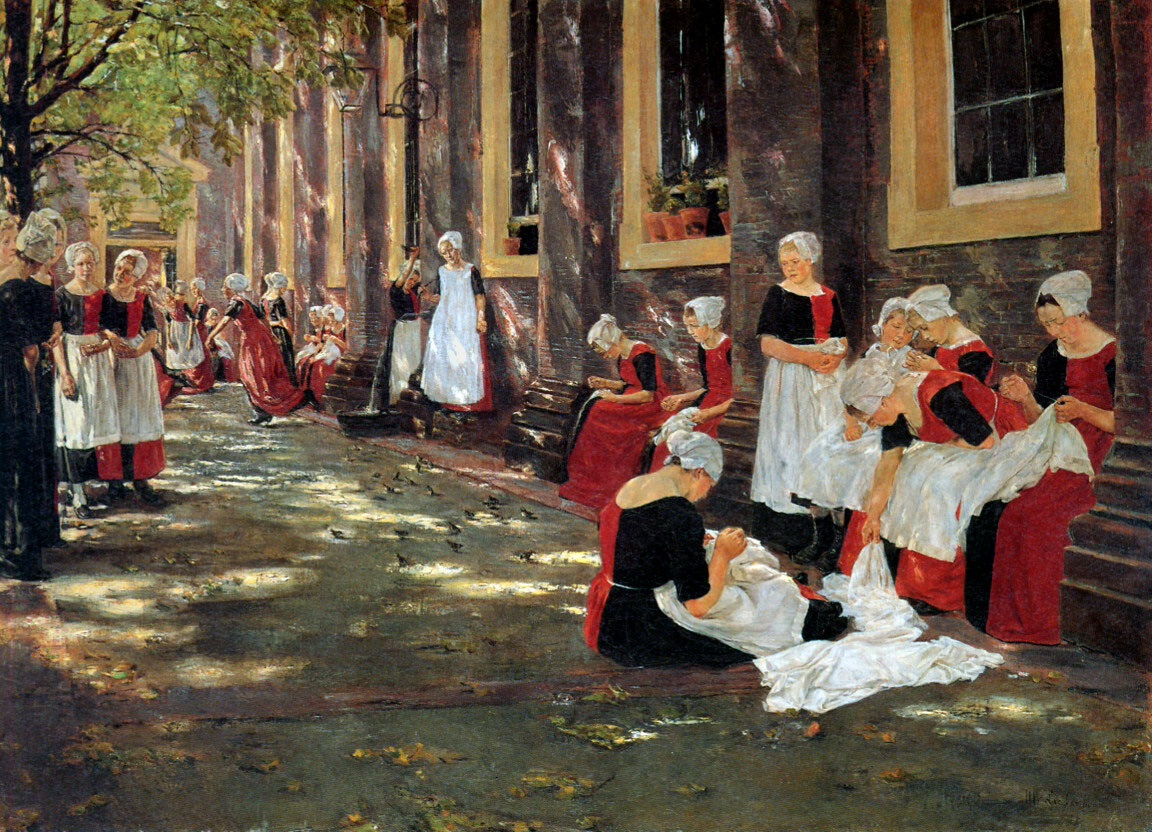
Max Liebermann: Pauze in het Amsterdamse weeshuis